# Stare Miasto (Jerozolima)
Stare Miasto (hebr. ‏הָעִיר הָעַתִּיקָה‎, trb. Ha’ir Ha’atika; arab. ‏البلدة القديمة‎ trb. Al-Blda al-Kdima trl. āl-bldť āl-qdīmť) – obszar o powierzchni 0,9 km² w obrębie współczesnej Jerozolimy. Do 1860 teren ten stanowił całe miasto Jerozolimę. Stare Miasto ma tereny o kluczowym znaczeniu religijnym dla chrześcijaństwa, judaizmu i islamu: Wzgórze Świątynne z Kopułą na Skale, meczetem Al-Aksa i Murem Zachodnim, oraz bazylika Grobu Świętego i wiele innych.
Tradycja dzieli Stare Miasto na cztery dzielnice, pomimo że ich nazwy były używane tylko w XIX wieku. Współcześnie Stare Miasto dzieli się na dzielnice: muzułmańską, chrześcijańską, żydowską i ormiańską.

## Geografia
Stare Miasto leży we wschodniej części Jerozolimy. Na wschód od niego wznosi się Góra Oliwna, na północ znajduje się arabska Wschodnia Jerozolima, na zachód jest Zachodnia Jerozolima (nazywana także Nową Jerozolimą).

## UNESCO
W 1980 roku Jordania zaproponowała wpisanie Starego Miasta Jerozolimy na listę światowego dziedzictwa UNESCO. Podczas V sesji UNESCO w 1981 nastąpiło wpisanie Starego Miasta na Listę. W 1982 Jordania poprosiła, aby Stare Miasto Jerozolimy umieścić na Liście światowego dziedzictwa UNESCO w zagrożeniu.

## Zabytki
Stare Miasto jest otoczone murami obronnymi, które mają długość 4,5 km i są wzmocnione 35 basztami oraz cytadelą. W okresie Królestwa Jerozolimskiego mury miejskie miały cztery bramy, po jednej z każdej strony. W XVI wieku Sulejman I Wspaniały odbudował mury miejskie, które od tego momentu miały jedenaście bram. Obecnie tylko siedem z nich jest otwartych (Damasceńska, Nowa, Jafy, Dawida, Gnojna, Lwia i Heroda). Ósma, zwana Złotą, pozostaje zamurowaną od czasów Sulejmana.
Całość murów obronnych z bramami poddano gruntownej renowacji. Utworzono tu Jerozolimski Park Narodowy. Po murach prowadzi szlak turystyczny. Trasa dzieli się na dwie części: od Bramy Jafy na północ przez Bramę Nową, Damasceńską i Heroda do Bramy Lwów oraz od Bramy Jafy na południe przez Bramę Dawida do Bramy Gnojnej. Ze względów bezpieczeństwa zamknięty jest odcinek wzdłuż Wzgórza Świątynnego.

### Dzielnica chrześcijańska
Dzielnica Chrześcijańska jest usytuowana w północno-zachodniej części Starego Miasta. Ciągnie się od Nowej Bramy wzdłuż zachodniego muru do Bramy Jafy. Graniczy od południa z kwartałami żydowskim i ormiańskim, a od wschodu z kwartałem muzułmańskim.
Znajduje się tutaj jedno z najświętszych miejsc chrześcijaństwa: bazylika Grobu Świętego.

### Dzielnica muzułmańska
Dzielnica Muzułmańska jest największym i najludniejszym ze wszystkich kwartałów. Jest usytuowana w północno-wschodniej części Starego Miasta. Ciągnie się od Bramy Lwów na wschodzie wzdłuż północnego muru Wzgórza Świątynnego do Bramy Damasceńskiej na zachodzie.

### Dzielnica żydowska
Dzielnica Żydowska jest usytuowana w południowo-wschodniej części Starego Miasta. Ciągnie się od Bramy Gnojnej na południu wzdłuż kwartału ormiańskiego na zachodzie do Cardo na północy i Wzgórza Świątynnego na wschodzie.
Po 1948 Arabowie prawie doszczętnie zniszczyli wszystkie zabytki kultury żydowskiej znajdujące się wcześniej w tym kwartale. Po 1967 Izraelczycy wielkim wysiłkiem odbudowali dzielnicę, ostrożnie odkopując pod nadzorem archeologów zniszczone zabytki. Liczne archeologiczne pozostałości można podziwiać schodząc podziemnymi tunelami do dolnych poziomów miasta.

### Dzielnica ormiańska
Dzielnica Ormiańska jest najmniejszym ze wszystkich kwartałów. Jest ona usytuowana w południowo-zachodniej części miasta. Pomimo swojej niewielkiej wielkości i małej populacji Ormianie i ich patriarchat wyraźnie zaznaczają swoją obecność na Starym Mieście.